# Acianthus tenuilabris
Acianthus tenuilabris är en orkidéart som beskrevs av Rudolf Schlechter. Acianthus tenuilabris ingår i släktet Acianthus och familjen orkidéer. Inga underarter finns listade i Catalogue of Life.